# ムサラータ
ムサラータ（アラビア語：مسلاتة , Msallata）は、リビア北西部のトリポリタニア地方北部のムルクブ県の都市。
2004年の人口は約2.4万人。
首都トリポリから約130km東方にある。

## 語源
都市名の語源に対する研究が少ないにもかかわらず、いくつかの推定がある。意見の一つは、ムサラータはオベリスクを意味するアラビア語の「マサラ」という言葉による起源である。その理論を擁護する人は「ムサラータにはオベリスクに似ている「カサバ」と呼ばれている高い建物がいくつかある」という論拠を持つが、それの弱点はアラビア語の「マサラ」という言葉は広範囲にわたっていない言葉であるという点である。

## 歴史
ローマ時代の書類でレプティス・マグナとタルホゥナの間にある「Misfe」という停留所が述べられる。それは「ムサラタ」と考えられている。